# Приключения Питера Джойса
«Приключения Питера Джойса и его спутника Бэка Хаммаршельда в старом и новом свете» — историко-приключенческая повесть Емельяна Ярмагаева из истории Англии XVII века, опубликованная в 1971.
В основе сюжета — переселение английской пуританской общины в Северную Америку и основание там колонии во главе с романтическим героем Питером Джойсом, находящимся во власти иллюзий о всеобщей справедливости. 

Повесть написана на большом историческом, географическом и этнографическом материале.
Каждую главу повести предваряют остроумные «Изречения Питера Джойса».

## Издания
Ярмагаев В. Е. Приключения Питера Джойса и его спутника Бэка Хаммаршельда в Старом и Новом свете: повесть/ В. Е. Ярмагаев; Послесл. В.Райцеса; Рис. В.Власова.-Л.: Дет. лит., 1971.-207 с.: ил.